# Guy Perrot (football)
Guy Perrot, né le 15 septembre 1945 à Sougé (Indre), est un footballeur français.
Après sa carrière de joueur à La Berrichonne de Châteauroux, Perrot fait partie des dirigeants du club[Quand ?].

## Biographie
Guy Perrot commence le football à La Patriote de Levroux. Il y débute à 9 ans pour être ensuite contacter par La Berrichonne de Châteauroux en 1962. Il intègre le club comme juniors au niveau départemental et participe à la Coupe Gambardella[Quand ?]. Après un an et demi, il évolue avec l'équipe réserve pour ensuite rejoindre l'équipe première en 1966, après son service militaire.
Guy Perrot évolue 10 ans en équipe première au poste de milieu défensif ou arrière central. La Berrichonne fait alors partie de l'élite amateur en CFA et accède à la Division 2 en 1972.
Le club lui donne dans le même temps[Quand ?] un emploi qu'il garde pendant 41 ans, dans une banque. Restant fidèle au club, il continue à jouer à un niveau inférieur. Claude Jamet lui demande de rentrer dans l'équipe dirigeante, il devient alors le trésorier et administrateur de l'association et de la société[Quand ?].
Depuis peu, Guy Perrot est devenu président de son club de cœur.

## Statistiques
Ce tableau présente les statistiques de Guy Perrot en tant que joueur professionnel,.
| Saison                | Club                  | Championnat           | Championnat | Championnat | Coupe(s) nationale(s) | Coupe(s) nationale(s) | Total | Total |
| Saison                | Club                  | Division              | M.          | B.          | M.                    | B.                    | M.    | B.    |
| 1970-1971             | LB Châteauroux        | D2                    | 28          | 0           | -                     | -                     | 28    | 0     |
| 1971-1972             | LB Châteauroux        | D2                    | 22          | 1           | 1                     | 0                     | 23    | 1     |
| 1972-1973             | LB Châteauroux        | D2                    | 33          | 0           | 2                     | 0                     | 35    | 0     |
| 1973-1974             | LB Châteauroux        | D2                    | 4           | 0           | -                     | -                     | 4     | 0     |
| 1974-1975             | LB Châteauroux        | D2                    | -           | -           | -                     | -                     | 0     | 0     |
| 1975-1976             | LB Châteauroux        | D2                    | 1           | 0           | -                     | -                     | 1     | 0     |
| Total sur la carrière | Total sur la carrière | Total sur la carrière | 88          | 1           | 3                     | 0                     | 91    | 1     |